# 卡多 (科羅拉多州)
博卡多（英語：Caddoa）是位於美國科羅拉多州本特縣的一個非建制地區。該地的面積和人口皆未知。

## 地理
博卡多的座標為38°02′52″N 102°57′48″W / 38.04778°N 102.96333°W，而該地的平均海拔高度為1182米（即3878英尺）。